# Masciago Primo
Masciago Primo é uma comuna italiana da região da Lombardia, província de Varese, com cerca de 272 habitantes. Estende-se por uma área de 1 km², tendo uma densidade populacional de 272 hab/km². Faz fronteira com Bedero Valcuvia, Cunardo, Ferrera di Varese, Rancio Valcuvia.

## Demografia
| Variação demográfica do município entre 1861 e 2011                               |
|                                                                                   |
| Fonte: Istituto Nazionale di Statistica (ISTAT) - Elaboração gráfica da Wikipedia |